# Чугуевский (починок)
Чугуевский — починок в Уржумском районе Кировской области России. Входит в состав Буйского сельского поселения.

## География
Находится на расстоянии примерно 12 километров на запад-юго-запад от районного центра города Уржум.

## История
Известен с 1891. В 1905 году учтено было дворов 51 и жителей 340, в 1926 74 и 356, в 1950 66 и 262 соответственно. В 1989 году отмечено 145 жителей.

## Население
| 2010 |
| ---- |
| 22   |

Постоянное население составляло 129 человек (русские 71 %, мари 28 %) в 2002 году, 22 в 2010.

## Инфраструктура
Личное подсобное хозяйство с зоной сельскохозяйственного использования, индивидуальная застройка усадебного типа.
Основа экономики — сельское хозяйство.

## Транспорт
Просёлочные дороги.